# Mack 10 (album)
Mack 10 – debiutancki album amerykańskiego rapera o pseudonimie artystycznym Mack 10. Uzyskał status złotej płyty przez RIAA.

## Lista utworów
1. „Mickey D’s Lick” (Intro)
2. „Foe Life” (featuring Ice Cube)
3. „Wanted Dead”
4. „On Them Thangs”
5. „Pigeon Coup”
6. „Chicken Hawk”
7. „Here Comes the G”
8. „Westside Slaughterhouse” (featuring Ice Cube & WC)
9. „Niggas Dog Scrapping”
10. „Armed and Dangerous”
11. „H.O.E.K.” (featuring K-Dee)
12. „10 Million Ways”
13. „Mozi-Wozi”
14. „Mack 10's the Name”